# Dimos Elliniko-Argyroupoli
Dimos Elliniko-Argyroupoli (Elliniko-Argyroupoli) är en kommun i Grekland.   Den ligger i prefekturen Nomarchía Athínas och regionen Attika, i den sydöstra delen av landet, 9 km söder om huvudstaden Aten. Antalet invånare är 51 356. Arean är 15,1 kvadratkilometer.
Terrängen i Dimos Elliniko-Argyroupoli är platt åt sydväst, men åt nordost är den kuperad.